# Chasidismus
| Židé a judaismus |
| Židé • Judaismus • Kdo je Žid |
| Ortodoxní • Konzervativní (Masorti) Progresivní (Reformní - Liberální) • Ultraortodoxní Samaritáni • Falašové • Karaité                                                                                            |
| Etnické skupiny a jazyky |
| Aškenázové • Sefardové • Mizrachim Hebrejština • Jidiš • Ladino • Ge'ez • Buchori |
| Populace (vývoj) |
| Evropa • Amerika • Asie • Afrika • Austrálie |
| Náboženství |
| Bůh • Principy víry • Boží jména 613 micvot • Halacha • Noachidské zákony Mesiáš • Eschatologie |
| Židovské myšlení, filosofie a etika |
| Židovská filosofie Cdaka • Musar • Vyvolenost Chasidismus • Kabala • Haskala |
| Náboženské texty |
| Tóra • Tanach • Mišna • Talmud • Midraš Tosefta • Mišne Tora • Šulchan aruch Sidur • Machzor • Pijut • Zohar |
| Životní cyklus, tradice a zvyky |
| Obřízka • Pidjon ha-ben • Simchat bat • Bar micva Šiduch • Svatba • Ketuba • Rozvod (Get) • Pohřeb Kašrut • Židovský kalendář • Židovské svátky Talit • Tfilin • Cicit • Kipa Mezuza • Menora • Šofar • Sefer Tora |
| Významné postavy židovství |
| Abrahám • Izák • Jákob • Mojžíš Šalomoun • David • Elijáš • Áron Maimonides • Nachmanides • Raši Ba'al Šem Tov • Ga'on z Vilna • Maharal                                                                           |
| Náboženské budovy a instituce |
| Chrám • Synagoga • Ješiva • Bejt midraš Rabín • Chazan • Dajan • Ga'on Kohen (kněz) • Mašgiach • Gabaj • Šochet Mohel • Bejt din • Roš ješiva                                                                      |
| Židovská liturgie |
| Šema • Amida • Kadiš Minhag • Minjan • Nosach Šacharit • Mincha • Ma'ariv • Musaf |
| Dějiny Židů |
| starověk • středověk • novověk |
| Blízká témata |
| Antisemitismus • Gój • Holocaust • Izrael Filosemitismus • Sionismus Abrahámovská náboženství |
| z • d • e |

Chasidismus (z hebrejského חָסִיד‎, chasid – zbožný) je židovské pietistické hnutí, které vzniklo na počátku 18. století v Podolí, dnes jihovýchodním Polsku a západní Ukrajině, „jako reakce na talmudickou suchopárnost a na tehdejší rozvrstvenost společnosti“. Jeho zakladatelem byl rabín Jisra'el ben Eli'ezer, zvaný také Ba'al Šem Tov nebo Bešt (בעל שם טוב, בעש״ט „Pán dobrého Jména“, kolem 1700–1760).

## Chasid a chasidismus
Slovo chasid, zbožný, se vyskytuje již v bibli a mišně jako duchovní ideál člověka. V Pirkej Avot (Výroky otců) 5:10 se učí, že chasid je ten, kdo hlásá „co je mé, je tvé a co je tvé, je tvé“. Jako chasidim (zbožní) se označovaly některé skupiny v dobách Druhého chrámu (za vlády Hasmonejců), které dnes označujeme jako chasidim rišonim (první chasidé), nebo dále skupiny židovských pietistů ve 13. století v Německu (chasidej aškenaz, aškenázští chasidé). Název chasidismus označuje charismatické hnutí lidové zbožnosti, které vzniklo v 18. století, v době ideologického tápání po pogromech proruského kozáckého vůdce Bohdana Chmelnického, jehož oběťmi se stalo mj. asi 40 000 východoevropských Židů, a po rozčarování z falešných mesiášských hnutí Šabtaje Cviho a Jakoba Franka, která značně podkopala autoritu rabínů jakožto duchovních vůdců židovského národa ve východní Evropě.
Chasidismus hlásal v protikladu k tehdejšímu většinovému východoevropskému judaismu především radost z každodenního konání, kladl důraz na intenzivní náboženský prožitek, jehož člověk může dosáhnout pouze celým odevzdáním se a přilnutím k Bohu (tzv. devekut – „přilnutí“), chasidé také nezřídka propadali během modliteb extatickému vytržení. Podle chasidismu proniká Boží přítomnost (Šechina) celým světem a pro zbožného člověka je všechno dílo Hospodinovo; základním chasidským postojem je proto radost a pokora.
Chasidismus je příkladem lidového mysticismu a často se uvádí jako zatím poslední živoucí směr v judaismu, v jehož ideologii hraje velkou roli kabala. Mezi chasidy se kabalistické spisy, zvláště pak Zohar a spisy týkající se extatické a prorocké kabaly, těšily a těší velké oblibě.

## Opozice proti chasidismu
Chasidé se rekrutovali především z lidových a venkovských vrstev židovského obyvatelstva, z lidí, kteří byli velmi často negramotní, nevzdělaní a žili ve velké bídě. Jejich hnutí bylo svým způsobem symbolem odporu proti autoritativním typům učenců (např. Ga'on z Vilna). Jejich odpůrci (hebrejsky: mitnagdim) jim kromě nevzdělanosti vytýkali pověrčivost, jako byla např. víra ve skřítky či démony (dybuky), zanedbávání studia halachických spisů a praktikování mystických praktik a meditací, jakož i kouzel a jistého druhu lidové magie. Halič v 18. století byla pro prostého člověka žijícího na venkově plná strašidel, skřítků a dalších nadpřirozených sil, proti kterým existovaly amulety, které Ba'al Šem Tov rovněž vyráběl a „posvěcoval“. Sám Ba'al Šem Tov často odcházel do hlubokých lesů v okolí města Medžybiž (ukrajinsky Меджибіж, polsky Międzybuż, v jidiš מעזשביזש‎ / Mežbiž, český ekvivalent Mezibuží), kde meditoval, působil též jako léčitel. Tyto aktivity byly často v očích odpůrců chasidismu dokladem heretické tendence nového hnutí. Chasidé i mitnagdim se vzájemně uvalovali do klatby a exkomunikovali. Stav nepřátelství trval až do 19. století, kdy chasidismus pod vlivem generací učenců následujících po Ba'al Šem Tovovi ustoupil ze svého původního lidově extatického pojetí a stal se jedním ze směrů ultraortodoxního judaismu.
Odpůrcem chasidismu bylo také židovské osvícenské hnutí (Haskala), které naopak usilovalo o zařazení a uznání v okolní většinové společnosti. Inspirátory tohoto hnutí byli hlavně Moses Mendelssohn a Gotthold Ephraim Lessing.

## Velcí rabíni
Ba'al Šem Tov měl započít svou mystickou dráhu někdy kolem roku 1730 v okolí města Tovste (polsky Tłuste, jižně od Ternopilu). Kolem sebe záhy soustředil kruh zhruba 30 žáků, kteří uvěřili v autentičnost jeho zjevení a v pravost jeho nadpřirozených schopností. Někteří jeho první žáci, jako např. Nachman z Kosova nebo Avraham Geršon z Koutů se časem dostali do větší či menší polemiky se svým učitelem (a v případě Avrahama Geršona i příbuzným), jiní, jako rabi Dov Ber, velký magid z Meziříče (1710–1772), patřili původě k typům učenců, proti kterým Ba'al Šem Tov brojil. O Dov Berovi se traduje, že nejprve přišel chasidismus vyvrátit, ale po setkání s Ba'al Šem Tovem se sám stal jeho žákem, a nakonec i nástupcem. Magid z Meziříče a Ja'akov Josef z Polonného se stali prvními velkými teoretiky chasidismu, kteří do Ba'al Šem Tovova extatického a místy chaotického učení implantovali prvky luriánské kabaly jakož i cimcum nebo již výše zmíněné devekut. Právě teorii o devekut Magid z Meziříče posunul z původního panteistického charakteru na konkrétní lidské poměry, a podle něj je to cadik, který stojí jako prostředník mezi Bohem a světem, právě díky svému přilnutí se (naprostému odevzdání se) Bohu. Jeho nástupce, Ja'akov Josef z Polonného, autor díla Toldot Ja'akov Josef, pak dokončil první fázi ideologického vývoje chasidismu. Pokud se Ba'al Šem Tovův chasidismus zrodil v lesích v Podolí, nyní se z něj stalo silné a motivované hnutí, které rychle šířilo v oblastech Haliče, Běloruska, Ukrajiny a Litvy.
Dalšími učenci byli např. rabi Lévi Izák z Berdyčeva (1740–1809), jeden z nejbližších žáků a nástupce Dov Bera, rabi Michal ze Zločova (zemř. 1742), rabi Nachum z Černobylu (1730–1798), rabi Nachman z Braclavi (1772–1810) nebo Šneur Zalman z Ljady, zakladatel směru Chabad a autor díla Tanja. Chasidští rabíni požívali velké autority, často se jim připisovaly zázračné vlastnosti jako schopnost přivolat nebo naopak odvrátit déšť, odvrátit pogrom nebo stvořit umělého člověka – golema. Rabíni se v chasidském prostředí postupně stávali vyšší vrstvou, jakousi obdobou šlechty, s velkou mocí a vlivem. Takto vznikaly celé rabínské dynastie. Literární činnost, jež byla u první generace chasidů minimální, se postupně rozšiřovala. Zatímco sám Ba'al Šem Tov údajně nikdy nic nenapsal (a díla jemu připisovaná jsou díly jeho žáků), s postavou Magida z Meziříče se do chasidismu dostává prvek učenosti. Díla chasidských rabínů, jako Sfat emet, Noam Elimelech nebo Tanja se stala významnými pojmy v literárním odkazu judaismu.

### Spory uvnitř chasidim
Kromě ideologických rozporů mezi jednotlivými osobnostmi, které se daly očekávat, se chasidismus potýkal (a stále ještě potýká) i s jiným problémem. Vůdcovství v chasidismu vyžadovalo kromě vlastní učenosti i velkou váhu osobního charismatu, kterou ovšem nebyli rabíni vždy obdařeni. Osobní schopnosti jednotlivců se tak dostávaly do střetu s rabíny, jejichž původ jim ovšem sám o sobě nezaručoval nástupnictví ve vedoucí pozici chasidského hnutí nebo jednotlivých dynastií, jež si nárokovali. Tak docházelo ke kontroverzím mezi např. Šneurem Zalmanem z Ljadi a Nachmanem z Braclavi, pravnukem Ba'al Šem Tovovým. V těchto sporech, které propukaly mezi jednotlivci na konci 18. století, jsou kořeny dnešních sporů, a často i otevřené nenávisti mezi některými dynastiemi (např. mezi braclavskými a lubavičskými chasidy).

## Chasidské dynastie
Chasidské dynastie se pojmenovávaly podle měst, ve kterých vznikly. Např. dynastie z města Bobowa se nazývá Bobover (v jidiš: bobovská), rabínská dynastie z města Szatmárnémeti (dnes Satu Mare v Rumunsku) se nazývá Satmar. Řada dynastií zanikla během holokaustu (např. Ba'al Šem Tovova medžybižská dynastie), některé přežily až do dnešních dnů, především v USA a Izraeli.

### Nejvýznamnější chasidské dynastie dnes

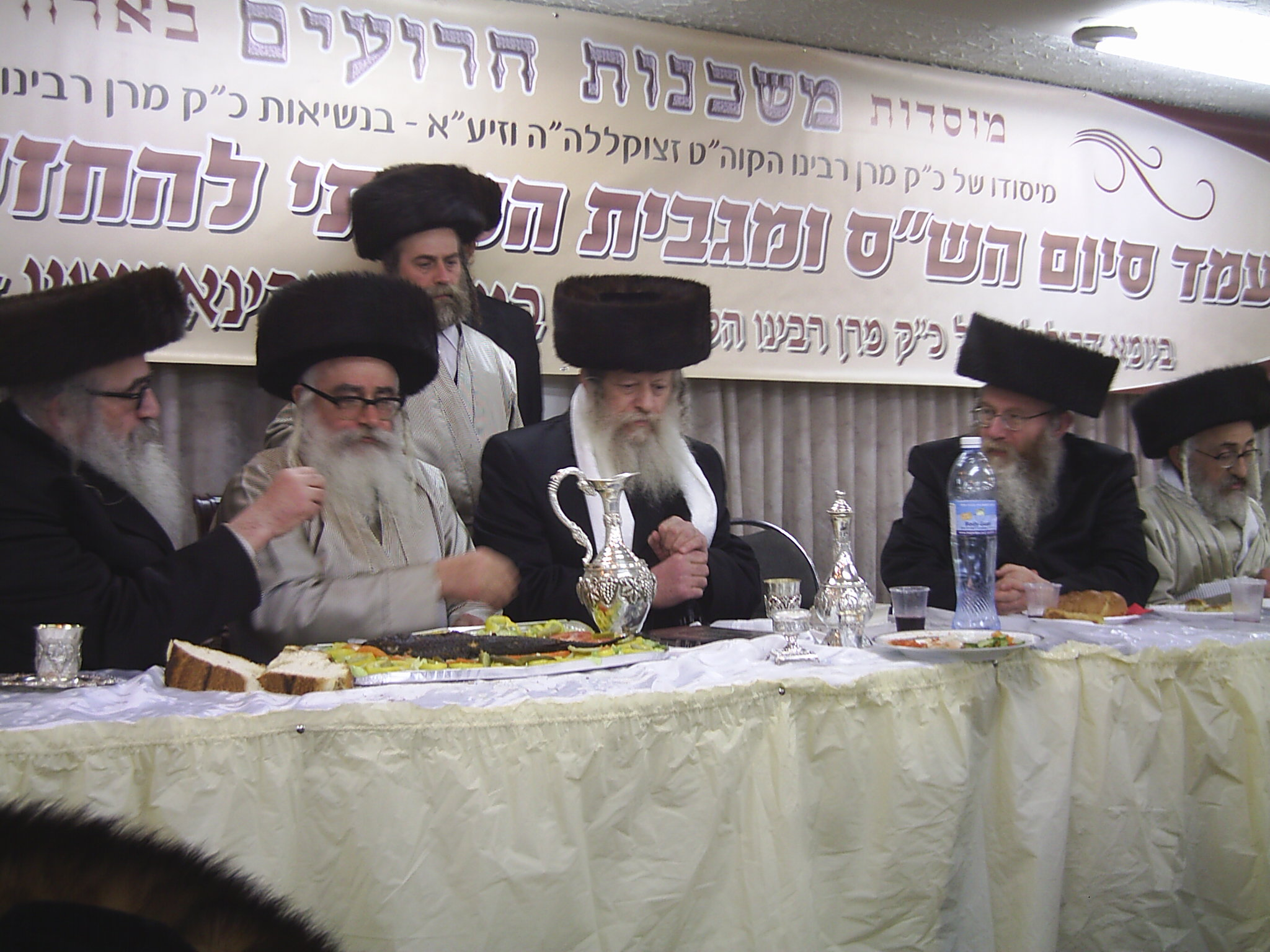
Chasidé v Jeruzalémě

- Lubavič – zhruba 100 000 příslušníků. Známější jako Chabad Lubavič, celosvětové hnutí se sídlem v Crown Heights, Brooklyn. Původně z běloruského města Ljubaviči. Lubavičská dynastie se ztotožnila s hnutím Chabad, které založil Šneur Zalman z Ljadi. Jeho vůdcem byl Menachem Mendel Schneerson, známý též jako „Lubavičer rebe“, jenž byl svými stoupenci prohlášen za Mesiáše. Hnutí je výrazně prosionistické, podporuje izraelskou pravici, těší se též velké podpoře v USA.
- Satmar – zhruba stejný počet příslušníků, sídlí ve Williamsburgu v Brooklynu. Jsou známí především pro svůj odpor vůči sionismu a existenci světského židovského státu. Hlavou dynastie byl Joel Teitelbaum, zvaný též v jidiš „Reb Jojliš“, v současné době vedou dynastii jeho synové Aaron Teitelbaum a Zalman Leib Teitelbaum.
- Bobover – další významná chasidská dynastie rodiny Halberstam z Borough park v New Yorku, původně z haličského města Bobowa.
- Ger – t.č. jeruzalémská dynastie pocházející původně z Polska (Góra Kalwaria). Hlavou dynastie je v současné době Ja'akov Arje Alter.
- Belz – jeruzalémská dynastie, jíž vede rodina Rokeach, t.č. Jisachar Dov Rokeach, původně z ukrajinského města Belz.
- Nikolsburg – dvě chasidské dynastie, jež odvozují svůj původ od tzv. „zázračných“ rabínů: Rebe Šmelkeho Horovice (sídlo v Monsey ve státě New York) a Rebe Mordechaje Beneta (sídlo v Borough Park v Brooklynu) z Mikulova v Česku.

Chasidských dynastií stále existuje obrovské množství, jsou mezi sebou často vzájemně provázány. Výše uvedené dynastie patří skutečně pouze k těm nejpočetnějším a nejvlivnějším.

## CadikaAdmor
Chasidismus nebyl teoretický směr, nýbrž obnova lidové zbožnosti a každodenního života v bezprostřední důvěře a blízkosti Hospodinově a v očekávání mesiášského zásahu. Mesiášský element byl však téměř vytlačen postavou cadika – צדיק, spravedlivého. Cadik se stal z původně lidového typu světce osobou požívající mimořádné autority, jíž se přisuzovala zázračná moc. V chasidismu se společně s adorací cadika rozmohla i víra, že cadik je jedním z 36 spravedlivých (ל״ו צדיקים), na nichž stojí svět. Číslo třicet šest je někdy odvozeno od hebrejského výrazu לו ([lo], dosl. „jeho“, „jemu“, tj. Boha), jehož číselná hodnota v gematrii je 36. Idea 36 spravedlivých pochází již z talmudických dob, ale v chasidismu dostala nový náboj. Jednotlivec ze 36 spravedlivých bývá někdy označován v jidiš jako „lamedvovnik“ (lamed + vav (v aškenázské výslovnosti hebrejštiny jako „vov“) + ruská koncovka „-nik“, která přešla do jidiš).
Dalším pojmem, kterým jsou označováni chasidští rabíni a představitelé dynastií, je Admor (אדמו״ר), zkratka slov אדוננו מורנו ורבנו, adonejnu, morejnu, rabejnu – „náš pán, náš mistr, náš učitel“. Admor někdy slouží jako protiklad k titulu ga'on, užívanému především mezi mitnagdim a dalšími nechasidskými směry.

## Další odlišnosti chasidů odmitnagdim
Kromě ideologie se chasidský judaismus odlišuje od nechasidského především liturgickým ritem. Dnešní chasidé jsou bez výjimky potomky východoevropských Židů, jsou tedy původními následovníky aškenázského ritu. Vlivem luriánské kabaly se ovšem do jejich liturgie dostaly prvky sefardské liturgie, konkrétně palestinského ritu, na němž Luria během svého safedského působení založil svou liturgii. Modlitební ritus (nusach), který chasidé následují, se nenazývá ani aškenaz, ani sefardi, nýbrž sfarad, tj. kombinace výše zmíněných vlivů.

## Odkaz chasidismu
Vyprávění, průpovídky a příběhy chasidských rabínů počátkem 20. století zaujaly německého židovského filosofa Martina Bubera. Jeho „Chasidská vyprávění“ pak inspirovala řadu dalších, včetně českého spisovatele Jiřího Langera; tito autoři navštěvovali meziválečné chasidské osady a psali o nich. Mimořádně barvitý pohled do chasidského života nabízejí povídky a romány Isaaka Bashevise Singera (1902–1991).
Právě ty oblasti, kde žili chasidští Židé (Halič, Volyň, Podolí), asi nejhůře postihlo nacistické vyvražďování (šoa), takže se zachránili většinou jen exulanti, kteří dodnes tvoří chasidské obce hlavně v USA a v Izraeli. V Evropě se tedy s živým chasidismem prakticky nesetkáme; hnutí však zanechalo výrazný odkaz v umění, literatuře a filosofii.